# Onega (by)
 For alternative betydninger, se Onega. (Se også artikler, som begynder med Onega)
Onega (russisk: Онега, tr. Onega) er en by i Arkhangelsk oblast i Rusland, ved udmundingen af floden Onega. Onega har 16.449(2023) indbyggere.
Bosættelsen Ust-Onega fik bystatus den 19. august 1780.
Onega er en lille havneby i Onegabugten i Hvidehavet. Om vinteren er Onegabugten som regel tilfrosset. Jernbanelinjen mellem Arkhangelsk og Murmansk har station her. 
Lidt uden for byen ligger øen Kij, hvor der lå et kloster. Onega var en af de hvidehavshavne, der havde handelsforbindelser med Nordnorge under pomorhandelen.